# Спецификация

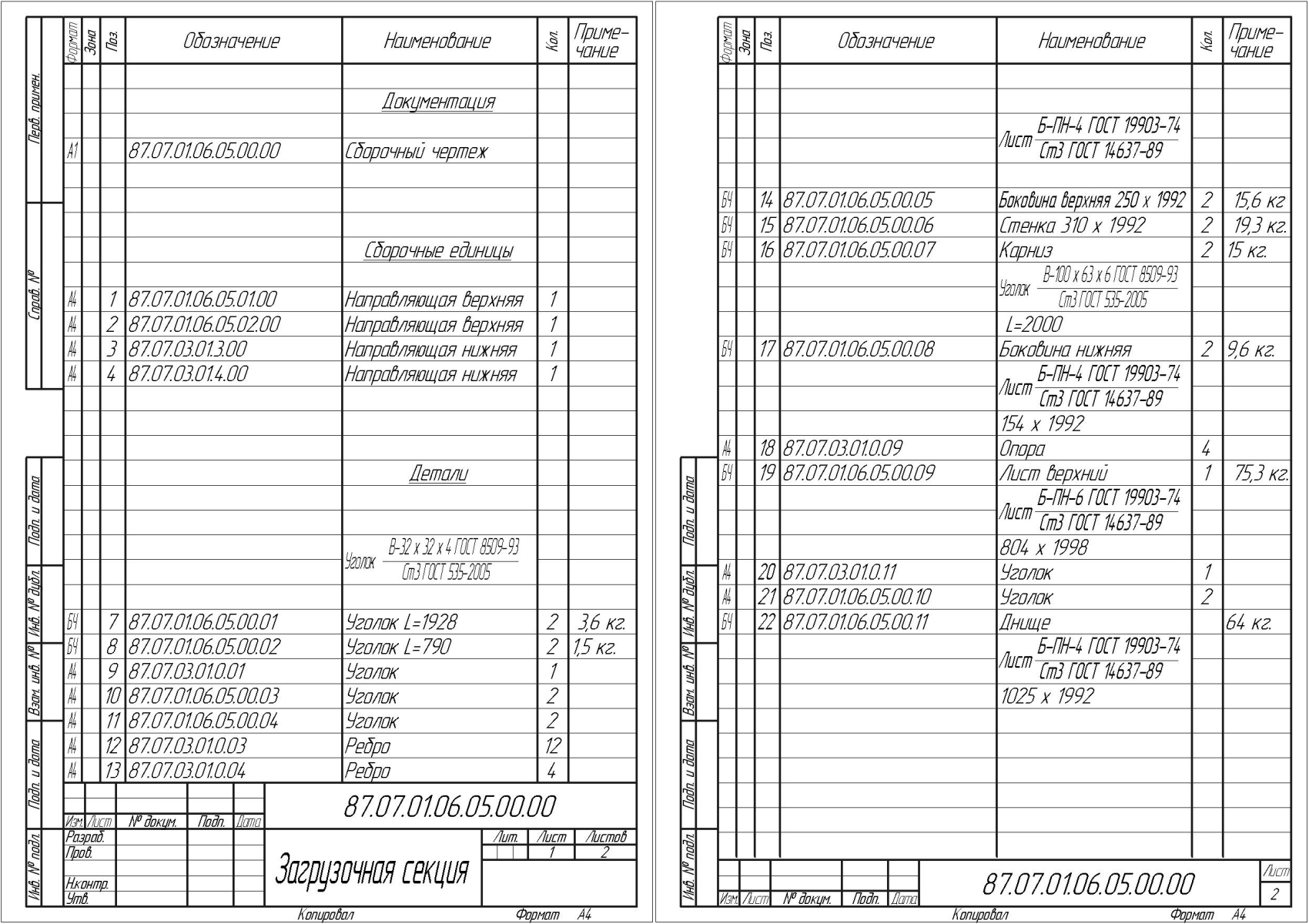
Бумажная форма спецификации сборочной единицы

Специфика́ция — (от позднелат. specificatio, от лат. species — вид, разновидность и лат. facio — делаю) — документ, устанавливающий требования (ГОСТ Р ИСО 9000).

## Варианты определения
- Конструкторский документ, содержащий перечень составных частей, входящих в специфицируемое изделие, а также других конструкторских документов, относящиеся к этому изделию и к его неспецифицируемым составным частям (ГОСТ Р 2.106-2019)[3].
- Точное описание потребностей, которые необходимо удовлетворить, и важных требуемых характеристик (Свод знаний по управлению проектами)[4].
- Документ, обеспечивающий точное описание системы для целей её разработки или валидации (ISO/IEC 2382-20:1990)[5].
- Документ, который полно описывает элемент проекта или его интерфейсы в терминах требований (к функциям, производительности, ограничениям и устройству), а также условия приёмки и процедуры проверки требований (IEEE Std 1220-2005)[6].
- Один из основных документов технической конструкторской документации (на изделие, продукты и т. д.) — выполняемый обычно в виде таблицы, в которой указываются название изделия, его составные части и элементы, материал, из которого они изготовляются, масса и др. данные (Большой энциклопедический словарь)[7].
- Детальная инструкция по выполнению работы или по использованию материалов в проекте; инструкция, которая в точности описывает, как что-то изготовить (Merriam-Webster Dictionary)[8].

В радиоэлектронной технике широко используется нестандартизованный термин (профессиональный жаргон) даташит (от англ. datasheet).

## Содержание документа
В разных областях техники спецификация может содержать:
- Наименование, номер или другой идентификатор спецификации
- Время последнего пересмотра и отметку, кем был выполнен пересмотр
- Логотип или торговую марку, указывающую кому принадлежит право на копирование, владельца и происхождение документа
- Содержание документа, если документ длинный
- Ответственное лицо или организацию по вопросам по спецификации, по обновлениям и отклонениям
- Область применения спецификации и её назначение
- Термины, определения и аббревиатуры для пояснения сути спецификации
- Перечень составных частей изделия (системы)
- Перечень конструкторских документов, относящиеся к изделию (системе) и к неспецифицируемым составным частям
- Краткое описание функций изделия
- Схему подключения (распиновку)
- Минимальные и максимальные значения рабочих параметров
- Рекомендуемые условия эксплуатации
- Сведения о способах проверки требований и характеристик
- Подписи и разрешения, если они необходимы
- Указания по контролю изменений спецификации